# Saison 2013-2014 des Cavaliers de Cleveland
La saison 2013-2014 des Cavaliers de Cleveland est la 44e saison au sein de la National Basketball Association (NBA).

## Draft
| Tour | Choix | Joueur          | Poste | Nationalité | Provenance        |
| ---- | ----- | --------------- | ----- | ----------- | ----------------- |
| 1    | 1     | Anthony Bennett | PF    | Canada      | UNLV              |
| 1    | 19    | Sergey Karasev  | SG    | Russie      | Triumph Lyubertsy |
| 2    | 31    | Allen Crabbe    | SG    | États-Unis  | California        |
| 2    | 33    | Carrick Felix   | SG    | États-Unis  | Arizona State     |

## Classements de la saison régulière
| Conférence Est | Conférence Est         | Conférence Est | Conférence Est | Conférence Est | Conférence Est | Conférence Est | Conférence Est |
| No             | Franchise              | Vic.           | Déf.           | MJ             | % V/D          | RV             |                |
| -------------- | ---------------------- | -------------- | -------------- | -------------- | -------------- | -------------- | -------------- |
| 1              | Pacers de l'Indiana    | 56             | 26             | 82             | 68,30 %        | -              |                |
| 2              | Heat de Miami          | 54             | 28             | 82             | 65,90 %        | 2,0            |                |
| 3              | Raptors de Toronto     | 48             | 34             | 82             | 58,50 %        | 8,0            |                |
| 4              | Bulls de Chicago       | 48             | 34             | 82             | 58,50 %        | 8,0            |                |
| 5              | Wizards de Washington  | 44             | 38             | 82             | 53,70 %        | 12,0           |                |
| 6              | Nets de Brooklyn       | 44             | 38             | 82             | 53,70 %        | 12,0           |                |
| 7              | Bobcats de Charlotte   | 43             | 39             | 82             | 52,40 %        | 13,0           |                |
| 8              | Hawks d'Atlanta        | 38             | 44             | 82             | 46,30 %        | 18,0           |                |
|                |                        |                |                |                |                |                |                |
| 9              | Knicks de New York     | 37             | 45             | 82             | 45,10 %        | 19,0           |                |
| 10             | Cavaliers de Cleveland | 33             | 49             | 82             | 40,20 %        | 23,0           |                |
| 11             | Pistons de Détroit     | 29             | 53             | 82             | 35,40 %        | 27,0           |                |
| 12             | Celtics de Boston      | 25             | 57             | 82             | 30,50 %        | 31,0           |                |
| 13             | Magic d'Orlando        | 23             | 59             | 82             | 28,00 %        | 33,0           |                |
| 14             | 76ers de Philadelphie  | 19             | 63             | 82             | 23,20 %        | 37,0           |                |
| 15             | Bucks de Milwaukee     | 15             | 67             | 82             | 18,30 %        | 41,0           |                |

| Division Centrale      | V  | D  | MJ | % V/D   | GB   | Dom   | Ext   | Div  | Conf  |
| ---------------------- | -- | -- | -- | ------- | ---- | ----- | ----- | ---- | ----- |
| Pacers de l'Indiana    | 56 | 26 | 82 | 68,30 % | -    | 35-6  | 21-20 | 12-4 | 38-14 |
| Bulls de Chicago       | 48 | 34 | 82 | 58,50 % | 8,0  | 27-14 | 21-20 | 11-5 | 35-17 |
| Cavaliers de Cleveland | 33 | 49 | 82 | 40,20 % | 23,0 | 19-22 | 14-27 | 7-9  | 21-31 |
| Pistons de Détroit     | 29 | 53 | 82 | 35,40 % | 27,0 | 17-24 | 12-29 | 6-10 | 23-29 |
| Bucks de Milwaukee     | 15 | 67 | 82 | 18,30 % | 41,0 | 10-31 | 5-36  | 4-12 | 12-40 |

## Effectif
| Effectif des Cavaliers de Cleveland 2013-2014 |
| --- |
| 0 C. J. Miles • 1 Jarrett Jack • 2 Kyrie Irving • 3 Dion Waiters • 8 Matthew Dellavedova • 9 Luol Deng • 10 Sergey Karasev • 13 Tristan Thompson • 15 Anthony Bennett • 17 Anderson Varejão • 24 Scotty Hopson • 30 Carrick Felix • 32 Spencer Hawes • 33 Alonzo Gee • 40 Tyler ZellerEntraîneur : Mike Brown |

## Statistiques
| Joueur              | MJ | MC | MPG  | FG%  | 3P%   | FT%  | RPG | APG | SPG | BPG | PPG  |
| ------------------- | -- | -- | ---- | ---- | ----- | ---- | --- | --- | --- | --- | ---- |
| Kyrie Irving        | 71 | 71 | 35.2 | .430 | .358  | .861 | 3.6 | 6.1 | 1.5 | .3  | 20.8 |
| Dion Waiters        | 70 | 24 | 29.6 | .433 | .368  | .685 | 2.8 | 3.0 | .9  | .2  | 15.9 |
| Luol Deng           | 40 | 40 | 33.8 | .417 | .315  | .771 | 5.1 | 2.5 | 1.0 | .1  | 14.3 |
| Spencer Hawes       | 27 | 25 | 32.9 | .468 | .448  | .784 | 7.7 | 2.4 | .5  | 1.0 | 13.5 |
| Tristan Thompson    | 82 | 82 | 31.6 | .477 | .000  | .693 | 9.2 | .9  | .5  | .4  | 11.7 |
| C. J. Miles         | 51 | 34 | 19.3 | .435 | .393  | .853 | 2.0 | 1.0 | .9  | .3  | 9.9  |
| Jarrett Jack        | 80 | 31 | 28.2 | .410 | .341  | .839 | 2.8 | 4.1 | .7  | .3  | 9.5  |
| Anderson Varejao    | 65 | 29 | 27.7 | .495 | .000  | .681 | 9.7 | 2.2 | 1.1 | .6  | 8.4  |
| Andrew Bynum        | 24 | 19 | 20.0 | .419 | .000  | .762 | 5.3 | 1.1 | .3  | 1.2 | 8.4  |
| Tyler Zeller        | 70 | 9  | 15.0 | .538 | .000  | .719 | 4.0 | .5  | .3  | .5  | 5.7  |
| Earl Clark          | 44 | 17 | 15.5 | .375 | .345  | .583 | 2.8 | .4  | .4  | .4  | 5.2  |
| Matthew Dellavedova | 72 | 4  | 17.7 | .412 | .368  | .792 | 1.7 | 2.6 | .5  | .1  | 4.7  |
| Anthony Bennett     | 52 | 0  | 12.8 | .356 | .245  | .638 | 3.0 | .3  | .4  | .2  | 4.2  |
| Alonzo Gee          | 65 | 24 | 15.7 | .415 | .328  | .705 | 2.3 | .7  | .6  | .2  | 4.0  |
| Seth Curry          | 1  | 0  | 9.0  | .333 | 1.000 | .000 | 1.0 | .0  | 2.0 | .0  | 3.0  |
| Carrick Felix       | 7  | 0  | 5.4  | .500 | .400  | .750 | .9  | .6  | .0  | .0  | 2.7  |
| Henry Sims          | 20 | 0  | 8.4  | .400 | .000  | .571 | 2.8 | .3  | .3  | .4  | 2.2  |
| Sergey Karasev      | 20 | 1  | 7.1  | .343 | .211  | .900 | .7  | .3  | .1  | .0  | 1.7  |
| Shane Edwards       | 2  | 0  | 6.0  | .343 | .000  | .000 | 1.0 | .0  | .0  | .0  | 1.0  |
| Scotty Hopson       | 2  | 0  | 3.5  | .000 | .000  | .500 | .0  | .5  | .5  | .0  | .5   |
| Arinze Onuaku       | 2  | 0  | 2.5  | .000 | .000  | .000 | .5  | .0  | .0  | .0  | .0   |

## Récompenses
- Kyrie Irving a été nommé joueur de la semaine de la conférence Est en décembre.

### All-Star
- Kyrie Irving a été titulaire pour disputer le NBA All-Star Game 2014. Il a été nommé MVP du All-Star Game à l'issue du match[2].

## Transactions

### Transferts
| 6 janvier  | Vers Cleveland CavaliersLuol Deng     | Vers Chicago BullsAndrew Bynum Tours de draft               |
| 20 février | Vers Cleveland CavaliersSpencer Hawes | Vers Philadelphia 76ersEarl Clark Henry Sims Tours de draft |

### Résumé
| Arrivées Via transfert - Luol Deng - Spencer Hawes Via draft - Anthony Bennett - Sergey Karasev - Carrick Felix Via free agency - Andrew Bynum - Earl Clark - Matthew Dellavedova - Jarrett Jack - Henry Sims | Départs Via transfert - Andrew Bynum - Earl Clark - Henry Sims Via free agency - Wayne Ellington - Shaun Livingston - Marreese Speights Coupés - Daniel Gibson - Kevin Jones - Chris Quinn - Luke Walton |

#### Agents libres
| Arrivées            | Arrivées              |
| Joueur              | Ancienne équipe       |
| ------------------- | --------------------- |
| Andrew Bynum        | Philadelphia 76ers    |
| Earl Clark          | Los Angeles Lakers    |
| Matthew Dellavedova | Rookie                |
| Jarrett Jack        | Golden State Warriors |
| Henry Sims          | Erie BayHawks         |

| Départs           | Départs     | Départs               |
| Joueur            | Motif       | Nouvelle équipe       |
| ----------------- | ----------- | --------------------- |
| Wayne Ellington   | Agent libre | Dallas Mavericks      |
| Shaun Livingston  | Agent libre | Brooklyn Nets         |
| Marreese Speights | Agent libre | Golden State Warriors |
| Daniel Gibson     | Non résigné |                       |
| Kevin Jones       | Coupé       |                       |
| Chris Quinn       | Coupé       |                       |
| Luke Walton       | Non résigné |                       |